# Waldekova vila
Waldekova vila (též vila Emilie Waldekové-Kmochové) je funkcionalistická vila, kterou nechal pro svoji dceru Emilii Waldekovou zbudovat její otec Vilém Waldek jako dar k její svatbě s Otakarem Kmochem. Vila stojí v Nezvalově ulici v Hradci Králové a je v současné době kromě obytného domu také občasným kulturním a společenským centrem.

## Historie
Svatba Emilie Waldekové s Otakarem Kmochem se konala 10. září 1929, plány vily určené jako svatební dar byly schváleny 19. září 1932 a dům pak byl budován až do roku 1933. Kolaudace proběhla v roce 1937. Ještě ve 30. letech 20. století musela Emilie Waldeková-Kmochová dům prodat, protože její rodiče, kteří jí vilu věnovali, nebyli schopni splácet hypotéku, jejímž prostřednictvím byl dům financován. V roce 1948 pak byla vila vyvlastněna a rozdělena na dva samostatné byty.
Od jara 2016 ve vile současní majitelé provozují kulturní a společenské centrum (organizují koncerty, výstavy, přednášky, workshopy…). Zajímavostí je, že kvůli zachování čistoty v interiéru vily, která i nadále slouží primárně jako obytný prostor, musí návštěvníci kulturních událostí chodit uvnitř naboso, nebo si přinést vlastní přezůvky.

## Architektura
Dům navrhl Kotěrův žák František Janda, který musel svým návrhem řešit nepravidelnou parcelu obrácenou rohem do křižovatky směrem k centru města. Vilu pojal jako z průčelí symetrickou stavbu se zaoblenými nárožími přecházejícími v terasy. Důsledkem tohoto návrhu je, že místnosti v interiéru domu mají oblé některé rohy.
Byt majitelky a její rodiny byl situován do zvýšeného přízemí a měl jednoznačně reprezentativní charakter: i ložnice byla s obývacím pokojem a jídelnou spojená širokými posuvnými dveřmi, pouze v ložnici samotné byly závěsem odděleny dvě kóje s jednolůžky, představující jediné skutečně soukromé prostory v domě. Dům neobsahoval ani žádný dětský pokoj, přestože rodina měla malého syna.

## Galerie

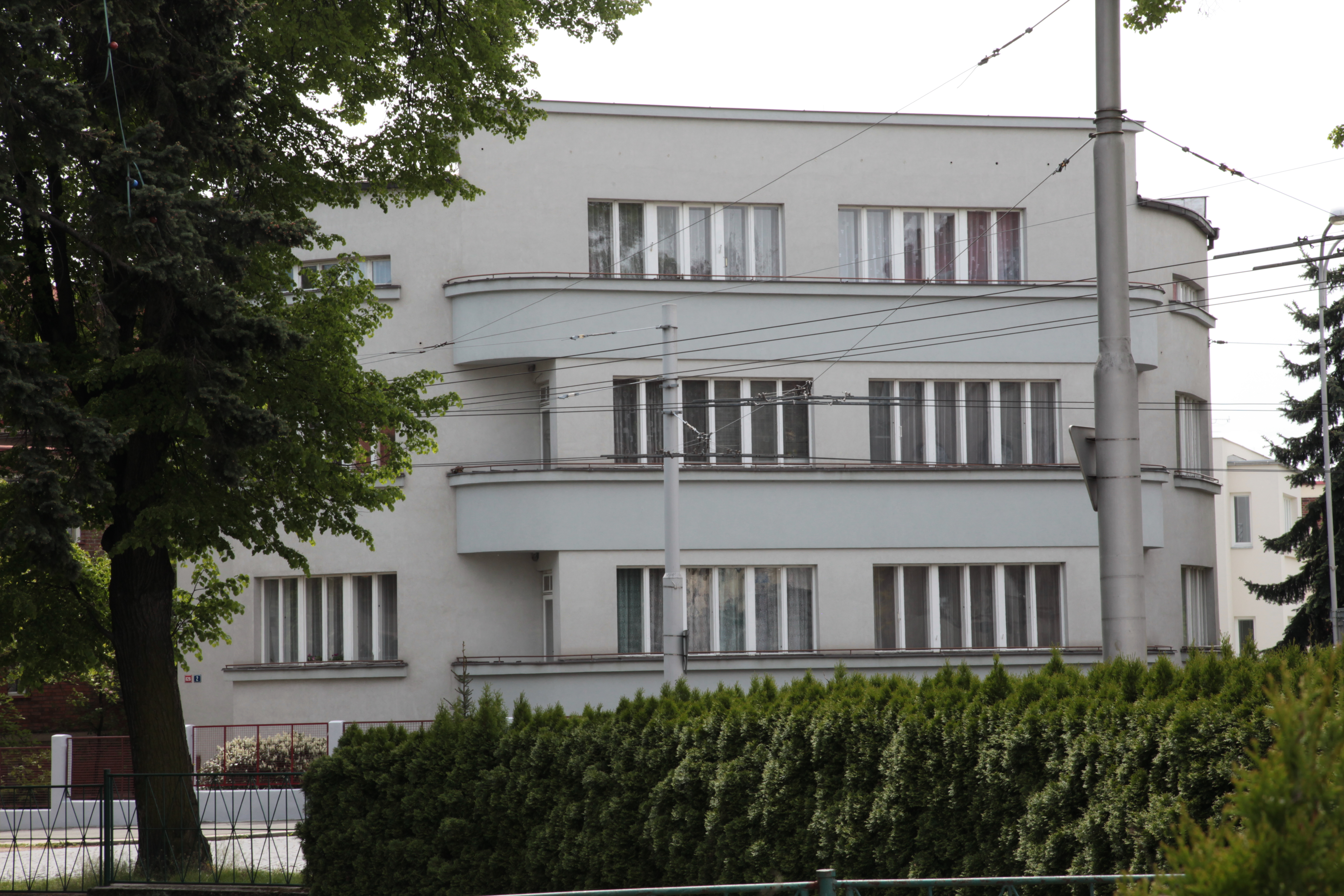
Pohled na průčelí domu
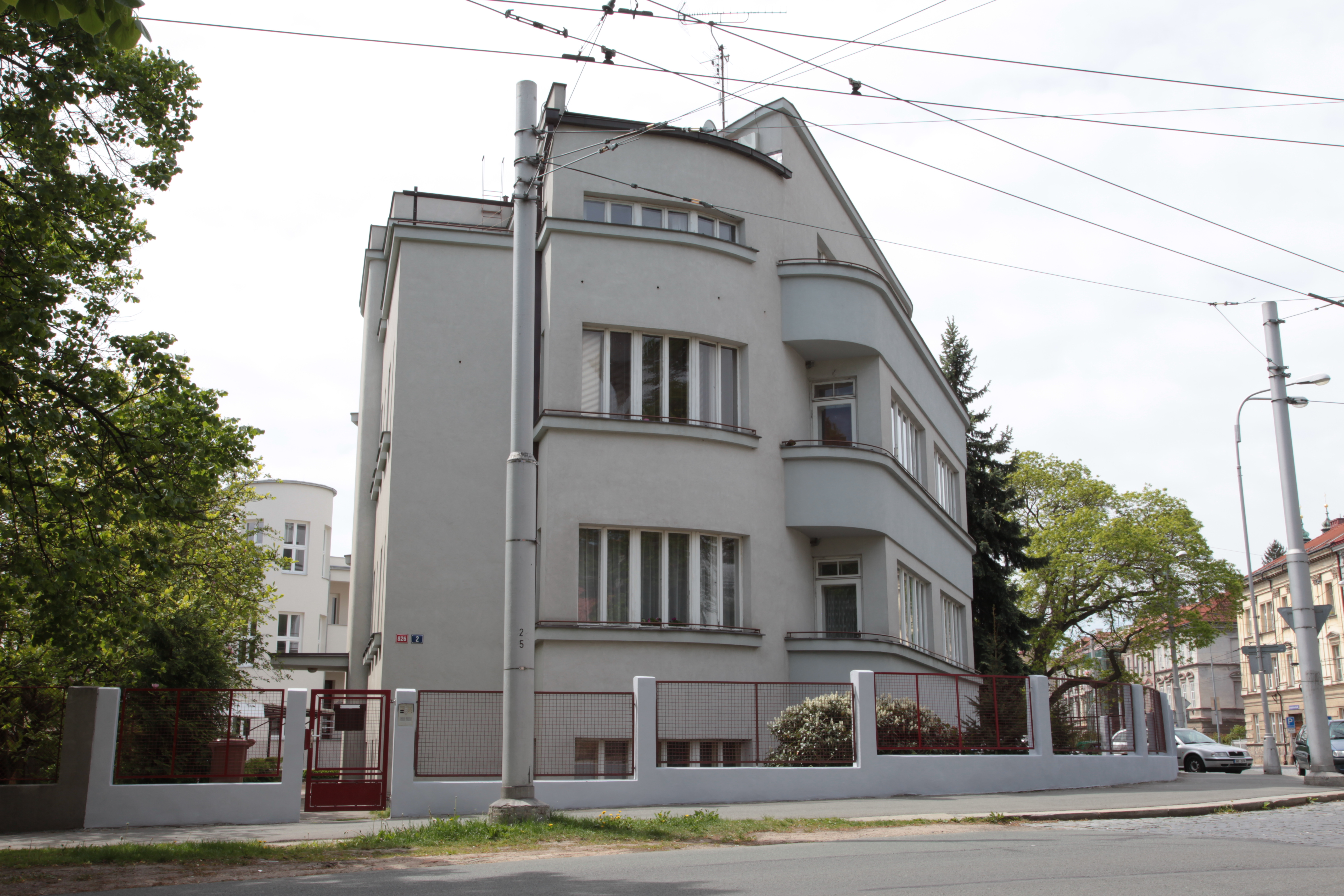
Pohled na severní nároží
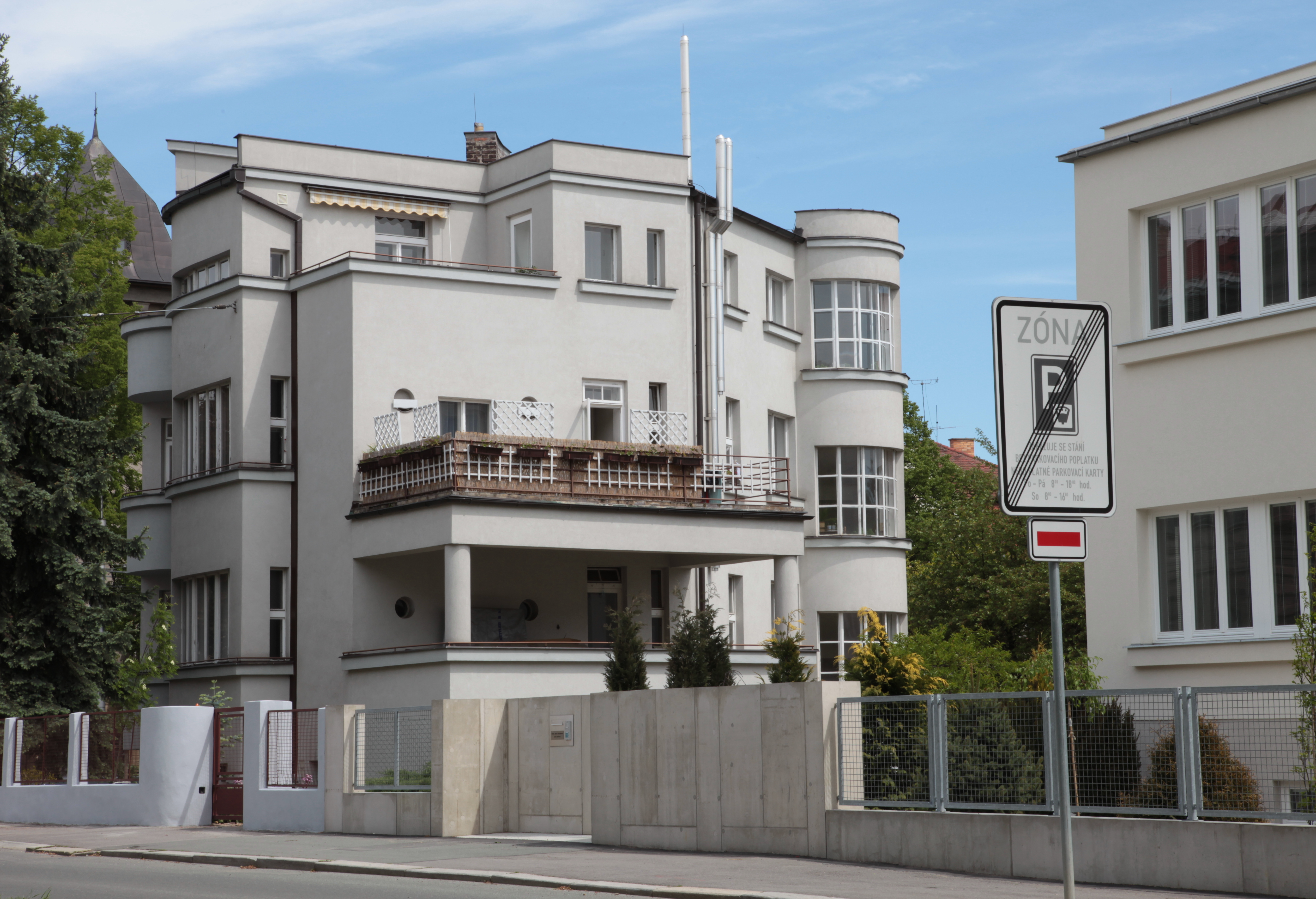
Pohled z jihozápadu